# Fiat 708C
Der Traktor Fiat 708C, nach seiner Motorleistung auch „Tipo 20“ genannt, war ein italienischer Schlepper mit Raupenfahrwerk, der in zwei Varianten (708C und 708CM) von 1934 bis 1943 gebaut wurde.

## Geschichte
Ab 1932 baute Fiat den Raupenschlepper Fiat 700C. Das italienische Militär erprobte diesen Typ, indessen erwies er sich für den gedachten Zweck (Ersetzen von Maultieren zu Bewegen von Lasten im Gebirge) als zu groß. Infolgedessen entwickelte Fiat den Fiat 708C quasi als „kleinen Bruder“ des Fiat 700C. Zwischen 1934 und 1937 entstanden 301 Fahrzeuge vom Typ 708C für den Zivilgebrauch, dazu von der Militärvariante von 1935 bis 1943 weitere 1163 Stück.
Die zivile Variante 708C fand vor allem in den damaligen italienischen Kolonien (Eritrea, Libyen, Italienisch-Somaliland) Verwendung.
Die Militärvariante Fiat 708CM (CM=Cingolo Militare), ab 1935 gebaut, war als Zugmittel für leichte Geschütze eingesetzt wie z. B. die cannone da 47/32 M35, obice da 75/18 M34, obice da 75/13 M15 und obice da 100/17 M14 sowie die entsprechenden Munitionsanhänger. 54 Schlepper nahmen am spanischen Bürgerkrieg teil und erwiesen sich als gut geländegängig, aber wenig brauchbar auf normalen Straßen. Bei Kriegsausbruch im Juni 1940 waren im Italienischen Heer 381 Stück vorhanden, am 15. Oktober 1941 war der Bestand auf 113 Stück gesunken. Die Produktion endete 1943.Die Regia Aeronautica verwendete einige Fiat 708CM als Flugzeugschlepper

## Technische Daten
Der wassergekühlte Vierzylindermotor des Typs Fiat 308 leistete bei der Zivilversion an der Antriebswelle 20 PS bei 1600/min, an der Riemenscheibe betrug die Leistung 13 PS. Die Bohrung betrug 87, der Hub 106 mm, der Hubraum also 2520 cm³.
Das Getriebe hatte außer einem Rückwärtsgang vier Vorwärtsgänge, die Mindestgeschwindigkeit betrug 2,5, die Höchstgeschwindigkeit 8 km/h, bei der Militärversion Fiat 708CM 16 km/h. Der Motor des Fiat 708C konnte statt mit Benzin auch mit Petroleum betrieben werden.
Das Fahrgestell des 788C war im Prinzip eine verkleinerte Ausgabe des Fahrwerks des Fiat 700C. Das Kettenlaufwerk hatte auf jeder Seite eine vordere Führungs- und eine hintere Antriebsrolle, daneben fünf Lauf- und eine Stützrolle.
Die Militärversion Fiat 708CM hatte ein völlig anderes Fahrgestell: Die Antriebsrolle war vorne, die Führungsrolle hinten, beide waren von kleinerem Durchmesser und bei ebener Fläche ca. 20 cm über dem Boden angebracht. Es gab 7 Laufrollen, davon 6 paarweise an einem Tragbalken aufgehängt und horizontal gegeneinander gefedert, die 7. einzeln aufgehängt, jedoch keine Stützrollen. Dieses andersartige Fahrwerk, das gewisse Ähnlichkeiten mit dem der Tankette L3/33 aufweist, war wohl der höheren Geschwindigkeit des Fahrzeugs geschuldet.
Die übrigen technischen Daten ergeben sich aus der nachfolgenden Tabelle:
| Typ   | leer (kg) | Länge (m) | Breite (m) | Radstand (m) | Bohrung /Hub(mm) | cm³  | PS/min  |
| ----- | --------- | --------- | ---------- | ------------ | ---------------- | ---- | ------- |
| 708C  | 1900      | 2,21      | 1,20       | 1,460        | 87/106           | 2520 | 20/1600 |
| 708CM | 2500      | 3,04      | 1,23       | 2,2780       | 87/106           | 2520 | 30/2300 |

Die Bodenfreiheit des Fiat 708CM betrug 26 cm, seine Kettenbreite 19 cm, die größte Steigfähigkeit 50° ohne und 30° mit Anhängelast.